# Banco Central de Chipre
El Banco Central de Chipre (en griego: Kεντρικη Τραπεζα της Κυπρου, Turco: Kıbrıs Merkez Bankası) es el banco central de la República de Chipre, situado en Nicosia. Fue establecido en 1963. Es miembro del Sistema Europeo de Bancos Centrales. Es la autoridad monetaria de Chipre, el banco era encargado de acuñar las monedas y billetes de la antigua libra chipriota, hoy sustituida por el Euro.

## Gobernador del Banco Central de Chipre
El Gobernador del Banco Central de Chipre es el máximo responsable del Banco Central de Chipre. Su posición fue establecida en 1963, al crearse el propio banco.
El Gobernador tiene la responsabilidad de presidir las reuniones del consejo y su gabinete de dirección del Banco Central. El gobernador tenía la responsabilidad de establecer la política del banco central en relación con la economía de Chipre, pero esta responsabilidad fue transferida al Banco Central Europeo el 1 de enero de 2008, que fue también la fecha en que la moneda oficial de Chipre pasó a ser el Euro Euro abandonando la libra chipriota.
Actualmente, el gobernador es miembro del Consejo de Gobierno del Banco Central Europeo.